# Odostomia winkleyi
Odostomia winkleyi är en snäckart som beskrevs av Bartsch 1909. Odostomia winkleyi ingår i släktet Odostomia och familjen Pyramidellidae. Inga underarter finns listade i Catalogue of Life.